# Stefanie Klatt
Stefanie Klatt (* 10. Juni 1985 in Oberhausen, als Stefanie Hüttermann) ist eine deutsche Volleyball- und Beachvolleyballspielerin sowie Sportwissenschaftlerin und Hochschullehrerin.

## Sportkarriere

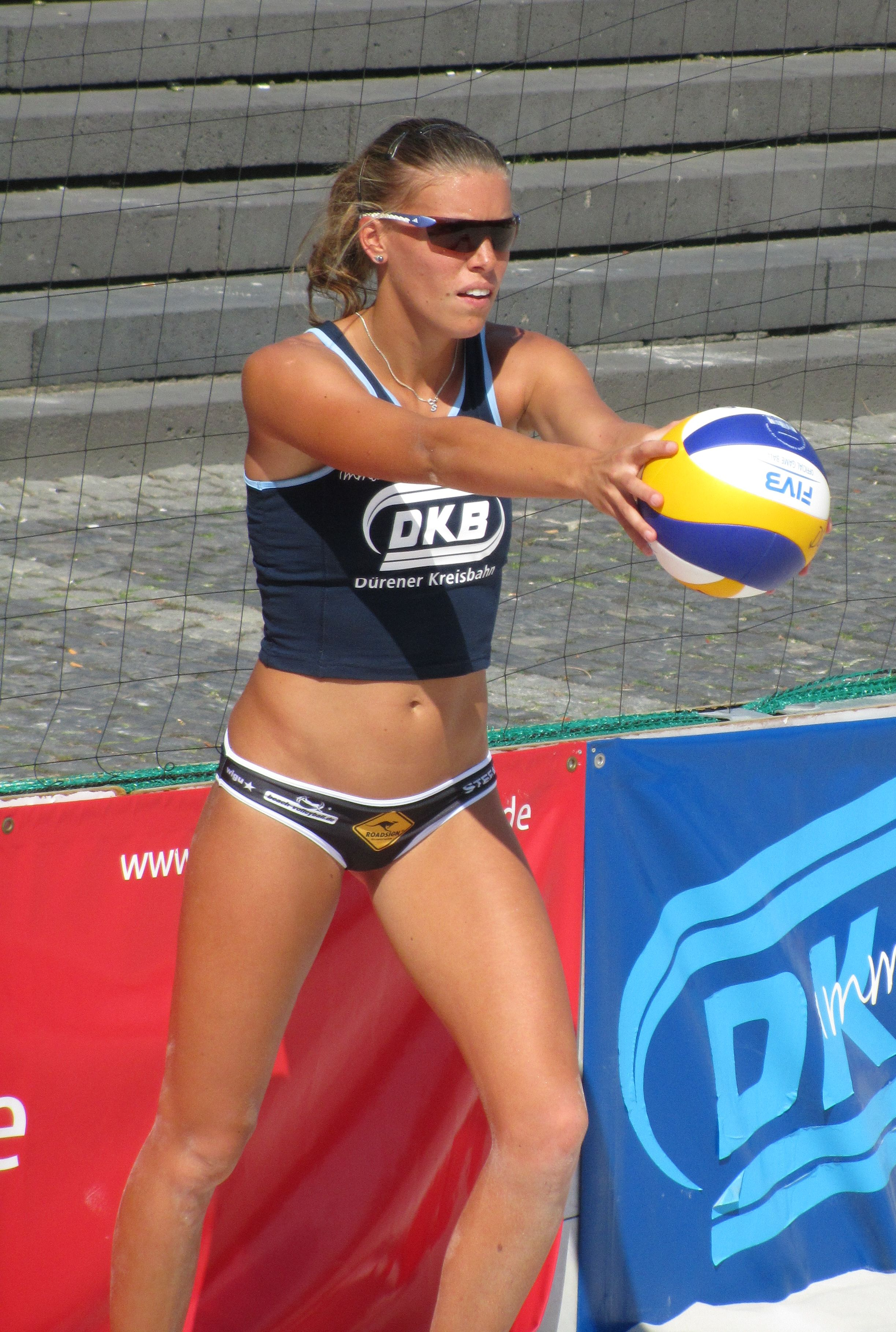
2011 in Düren

Stefanie Klatt begann ihre Volleyball-Karriere 1993 beim 1. VC Essen-Borbeck. Von dort wechselte sie 2006 zum Zweitligisten Alemannia Aachen. Nach dem Aufstieg in die Erste Bundesliga 2008 beendete sie ihre Hallenkarriere.
Im Jahr 1999 bestritt sie ihr erstes Beachturnier. Ihre erste Partnerin war Mareike Müller. Ab 2002 spielte sie mit Joanna Domagala und wurde 2004 Vierte bei der deutschen A-Jugend-Meisterschaft. Mit ihrer neuen Partnerin Julia Krumbeck belegte sie 2006 bei der deutschen Meisterschaft in Timmendorfer Strand den siebten Rang. Von 2007 bis 2008 bildete sie ein Duo mit Ruth Flemig, ihrer Mitspielerin bei Alemannia Aachen. Sie gewann den Titel bei der Studenten-EM und wurde Dritte bei der deutschen Meisterschaft. Von 2009 bis 2011 spielte Klatt zusammen mit Anni Schumacher, mit der sie bei der Europameisterschaft 2010 in Berlin das Achtelfinale erreichte und dort gegen die späteren Europameisterinnen Sara Goller und Laura Ludwig ausschied. Von Ende 2011 bis Anfang 2013 war Katharina Schillerwein ihre Partnerin. Aufgrund einer Verletzung Schillerweins spielte Klatt 2012 zeitweise mit Kim Behrens. 2013/2014 spielte sie mit Anne Matthes und 2015/2016 mit Lena Ottens. Von 2017 bis 2022 war Anna Hoja Klatts Partnerin, mit der sie fünfmal an den deutschen Meisterschaften teilnahm. 2023 spielte sie mit Mila Jancar und erreichte erneut die deutsche Meisterschaft. 2024 spielte sie an der Seite von Tabea Schwarz, mit der sie das „Rock the Beach“-Turnier auf Borkum gewann und wiederum die deutsche Meisterschaft erreichte. Klatt kommt damit auf insgesamt 15 DM-Teilnahmen.

## Forschung
Stefanie Klatt lebt in Köln und arbeitet an der Deutschen Sporthochschule, an der sie auch 2014 in Sport-Psychologie promoviert hat. Seit 2016 ist Stefanie Klatt Juniorprofessorin für Aufmerksamkeitsforschung in den Sportspielen am Institut für Kognitions- und Sportspielforschung.
Für ihre wissenschaftliche Arbeit und Dissertation erhielt Stefanie Klatt fünf Auszeichnungen:
- DOSB-Wissenschaftspreis[1]
- Reinhard-Daugs-Förderpreis der DVS-Sektion Sportmotorik[2]
- DVS-Publikationspreis für den Sportwissenschaftlichen Nachwuchs[3]
- Karl-Hofmann-Forschungspreis[4]
- Beste Dissertation in der Kategorie Geistes- und Sozialwissenschaften an der Deutschen Sporthochschule Köln[5]

## Privates
Nach ihrer Hochzeit am 7. September 2019 änderte sie ihren Nachnamen von Hüttermann in Klatt.